# PRISM (人工衛星)
PRISM（Pico-satellite for Remote-sensing and Innovative Space Missions、プリズム）は東京大学中須賀研究室が開発した超小型人工衛星。2009年1月23日H-IIAロケット15号機によってピギーバック方式で打ち上げられた。愛称はひとみ。

## 概要
2000年 - 2001年にかけて中須賀研究室で開発したXIのバス機能をベースに、2002年にPRISM（当時はCubeSat2）プロジェクトが立ち上げられた。XIの打ち上げなどがあって開発が中断するが、2006年より再度本格化した。
本衛星の目的は、
1. 進展式屈折望遠鏡によって地表分解能30m程度で地球を撮影し、当技術の試験と実証を行うこと
2. 低価格な民生品を使用した超小型衛星要素の技術試験と実証を行うこと
3. アップリンク系を一部開放するなどより多様なアマチュア無線サービスの実施すること

である。また、高解像度地表撮影のための能動的な姿勢制御を実現するため、重力傾斜トルクと磁気トルクによって望遠鏡を地球方向に向け、角速度0.5deg/s以下という安定性を持つよう設計された。そのほかにも、データ処理能力や通信能力がXIシリーズから大幅な改良が行われている。
2007年夏、いぶきの相乗り衛星に選ばれ、2009年1月23日に打ち上げられた。打ち上げ初日に地上との通信が行われ、2月25日には50cmの伸展ブームの展開が行われた。その後地上分解能30cmの画像収得に成功し、現在も運用が続いている。
なお、PRISMのPはピコサット（1kg以下）から来ているが、当衛星は約8kg あるので、衛星の分類自体はナノサットになる。